# Sindrome di Ballantyne
La sindrome di Ballantyne (o sindrome specchio) è un raro disturbo che colpisce le donne in gravidanza. Essa descrive l'associazione insolita dell'idrope fetale e placentale con la preeclampsia materna.
Il nome "sindrome specchio" si riferisce alla similitudine tra l'edema materno e l'idrope fetale. È stata descritta per la prima volta nel 1892 da John William Ballantyne.

## Cause
L'eziologia può essere ricondotta a problemi ostetrici che vanno dai disordini immunitari, compresa l'isoimmunizzazione RH, alle infezioni fetali, (disordini metabolici), e malformazioni congenite   .

## Patogenesi
Il meccanismo patogenico della sindrome di Ballantyne è ancora sconosciuto.

## Sintomi
La sindrome di Ballantyne ha diverse caratteristiche:
- presenza di edema, caratteristica sempre fondamentale
- albuminuria della madre, di solito media
- preeclampsia, insolita

I sintomi fetali sono relativi alla ritenzione di fluidi, incluso asciti e polidramnios.
L'idrope fetale comporta molto probabilmente la presenza di patologie mortali nel feto.
Può essere associato alla sindrome da trasfusione feto-fetale.

## Diagnosi
Sebbene l'esatta eziologia della sindrome di Ballantyne sia ancora sconosciuta, diversi studiosi hanno riportato la crescita dei livelli di acido urico, anemia, ed ematocrito basso senza emolisi.

## Trattamento
Nella maggior parte dei casi, la sindrome di Ballantyne causa morte al feto o al neonato, invece il coinvolgimento materno è limitato per lo più ai casi di preeclampsia.